# Cratera de Vista Alegre
A cratera de Vista Alegre é uma cratera de impacto resultante da colisão de um meteorito com a Terra e que está localizada no distrito de Vista Alegre, município de Coronel Vivida, no estado do Paraná, Brasil.
Esta cratera possui cerca de 9,5 quilômetros de diâmetro, tendo sido formada sobre as rochas vulcânicas de basalto da Formação Serra Geral, na Bacia do Paraná. As temperaturas e pressões extremas geradas em decorrência da colisão levaram à fragmentação e fusão das rochas que ali se encontravam, ocasionando a formação de materiais únicos no que diz respeito a estes contextos de crateras de impacto. Entre estes, cita-se a formação de rochas como brechas de impacto polimíticas, além de feições peculiares a estes processos, tais como cones de estilhaçamento (shatter cones), feições planares de deformação e gotas de material fundido (vítreo).
A idade da colisão do corpo celeste com a Terra ainda não pôde ser determinada, porém estima-se com base em relações estratigráficas que tenha ocorrido há menos de 130 milhões de anos.

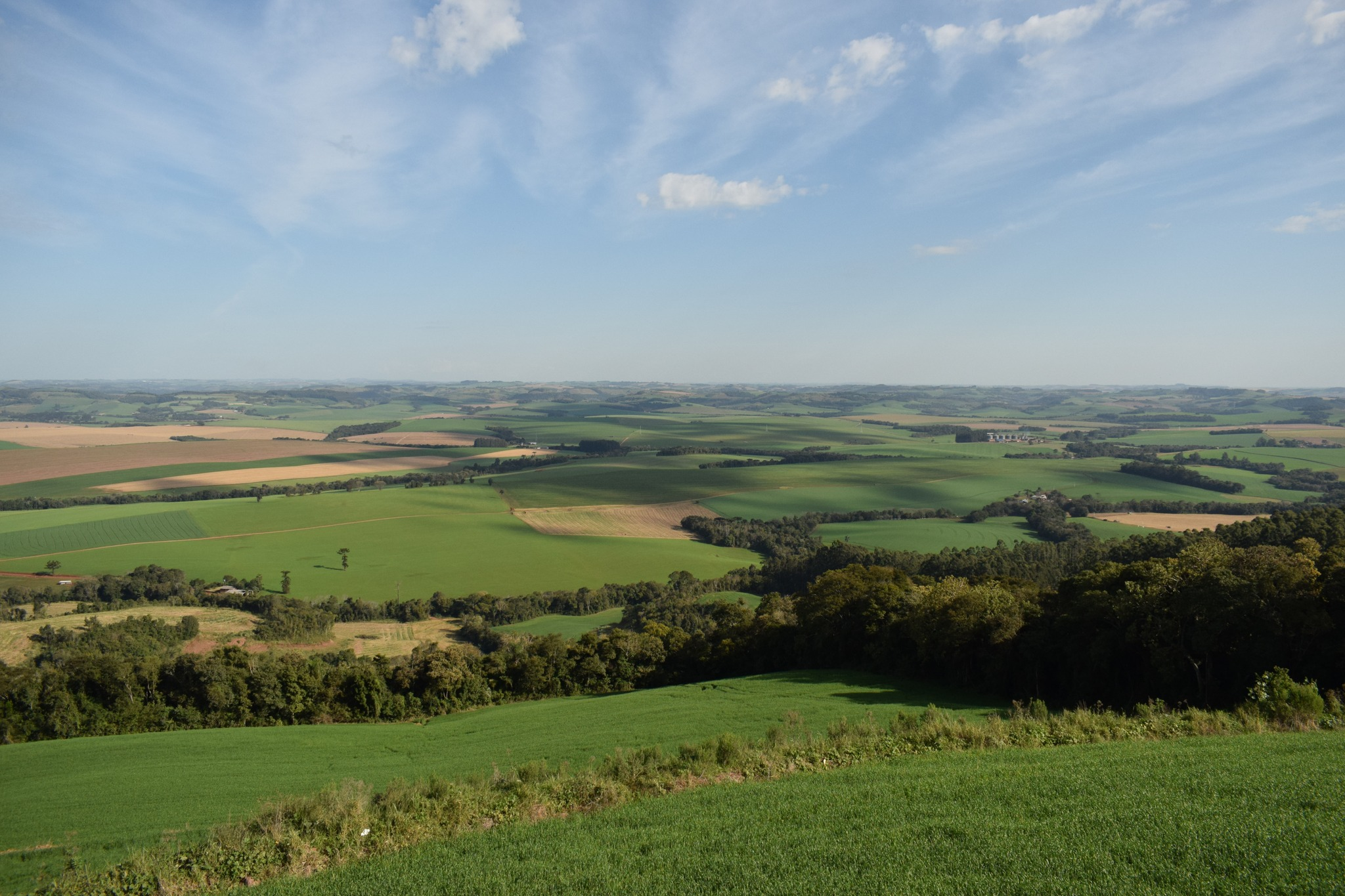
Vista do Mirante da Cratera

A topografia do local é muito diferente do resto da região, a qualidade da terra favoreceu a agricultura devido a grande quantidade de minerais. Hoje, dentro da cratera, há plantações e um pequeno bairro rural. 
A ação da erosão ao longo do tempo geológico, resultou nas formas de relevo que representam atualmente a cratera. Quando vista em imagens obtidas por satélites, a topográfica da região indica uma depressão nitidamente circular, com um diâmetro aproximado de 9,5km circundadas por serras.
Essas serras correspondem as bordas da cratera, sendo que o desnível topográfico entre essas bordas é superior a 100m de profundidade.

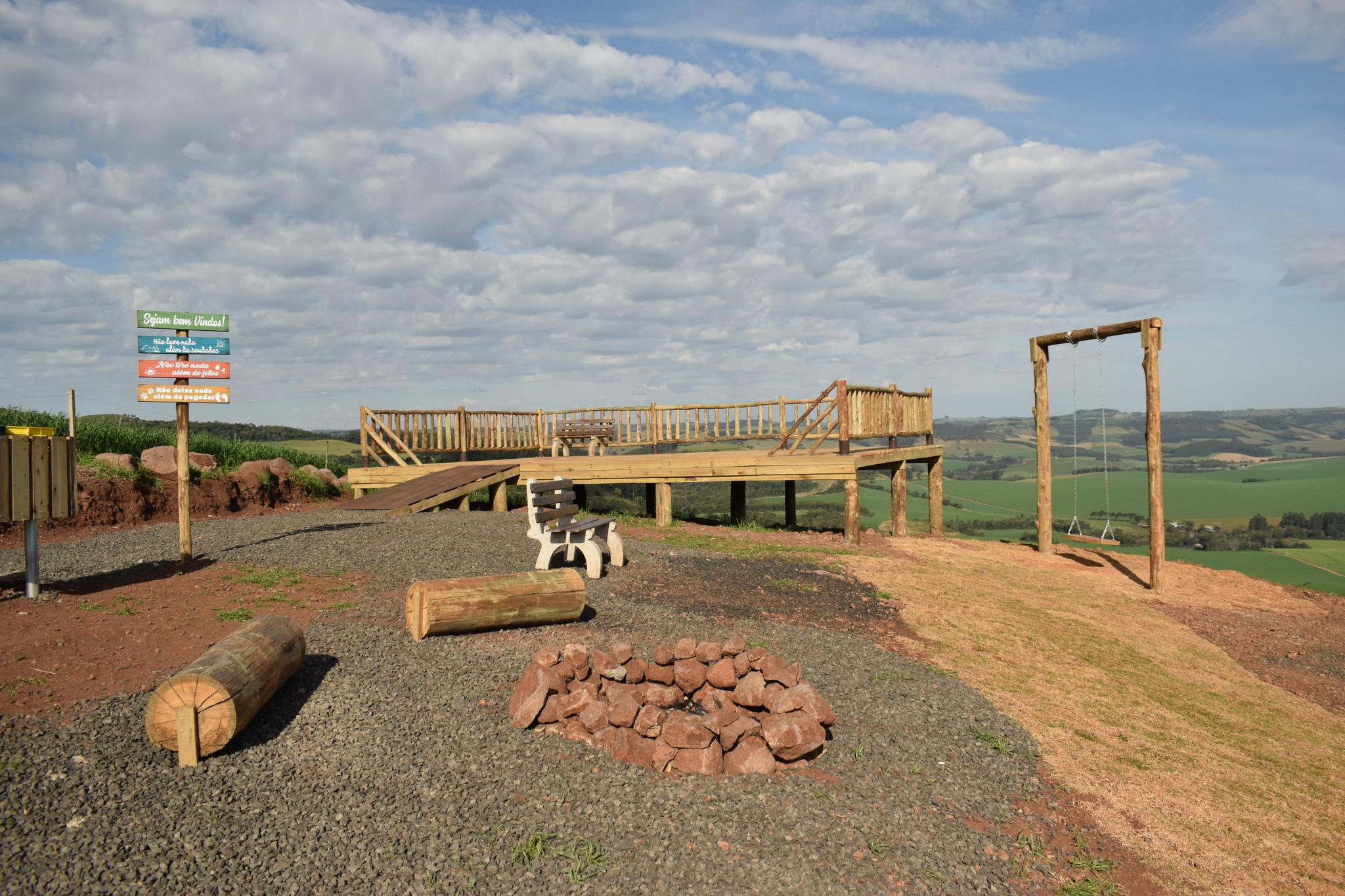
Revitalização do Mirante da Cratera de Impacto de Vista Alegre (Gestão 2021-2024)

A administração municipal do Prefeito Anderson Manique Barreto (Gestão 2021 - 2024) revitalizou o mirante da cratera de impacto, sendo agora um local visitado por centenas de turistas regionais e até mesmo internacionais. 

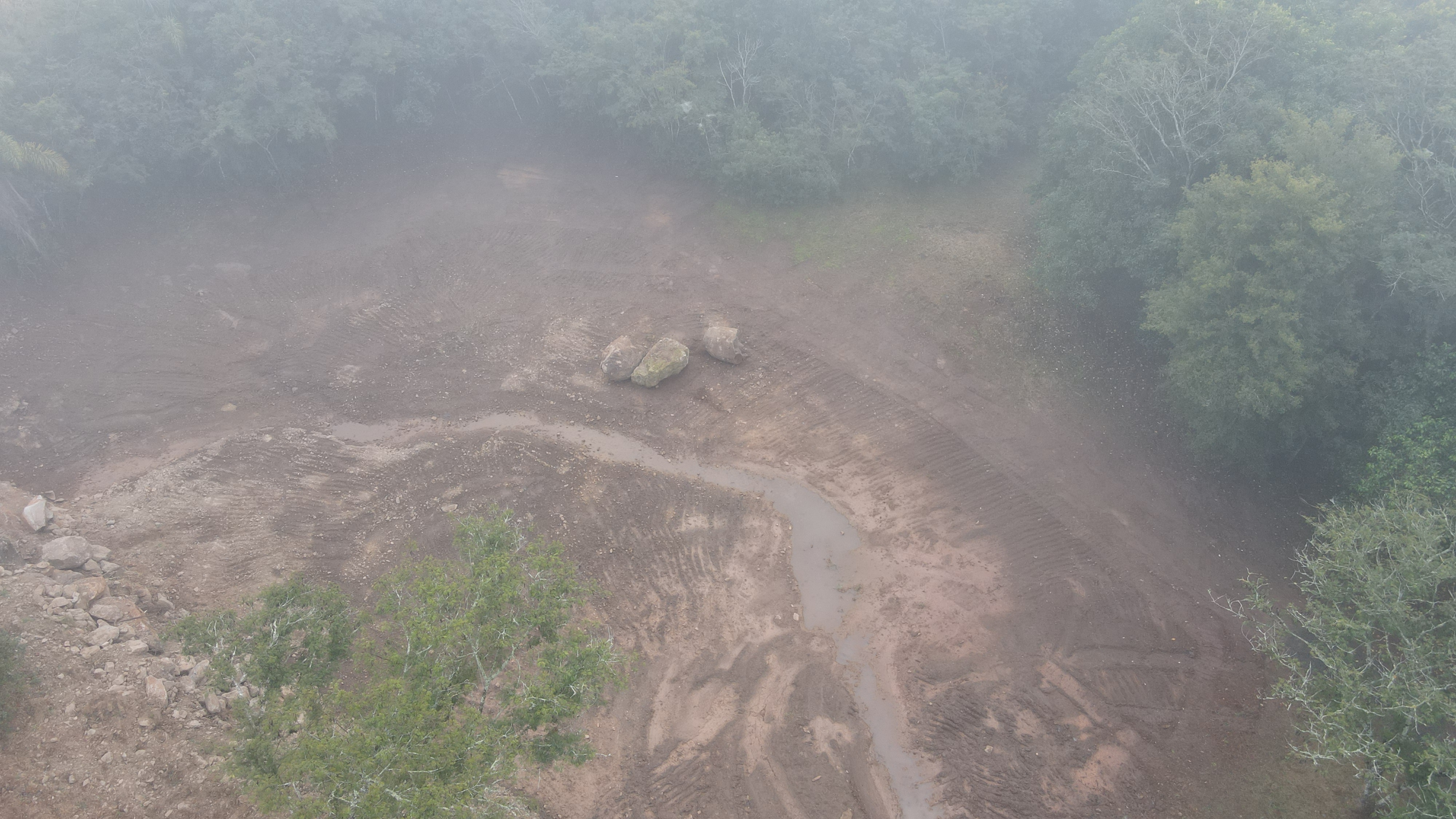
Ponto zero do Impacto do Meteoro

Ainda no distrito de Vista Alegre, temos o "Ponto Zero do Impacto" onde foi erguido um Totem e tombado como patrimônio histórico e cultural.